# 꺼우께현
꺼우께현(베트남어: Huyện Cầu Kè / 縣梂棋)은 베트남 메콩강 삼각주 짜빈성의 현이다.

## 행정 구역
꺼우께현은 1시진, 10사를 관할하고 있다.

### 시진
- 꺼우께 시진 (Thị trấn Cầu Kè, 梂棋市鎭)

### 사
- 안푸떤 사 (Xã An Phú Tân, 安富新社)
- 쩌우디엔 사 (Xã Châu Điền, 周田社)
- 호아언 사 (Xã Hòa Ân, 和恩社)
- 호아떤 사 (Xã Hòa Tân, 和新社)
- 닌트이 사 (Xã Ninh Thới, 寧泰社)
- 퐁푸 사 (Xã Phong Phú, 豐富社)
- 퐁타인 사 (Xã Phong Thạnh, 豐盛社)
- 땀응아이 사 (Xã Tam Ngãi, 三義社)
- 타인푸 사 (Xã Thạnh Phú, 盛富社)
- 쫑호아 사 (Xã Thông Hòa, 通和社)